# Jane Bowles
Jane Bowles, rodným jménem Jane Sydney Auer, (22. února 1917 – 4. května 1973) byla americká dramatička a romanopiskyně. Narodila se do židovské rodiny v New Yorku. V roce 1938 se vdala za skladatele a spisovatele Paula Bowlese, s nímž koncem čtyřicátých let odešla do Tangeru. V roce 1943 vydala svůj jediný román Two Serious Ladies (v češtině Dvě seriózní dámy, 1997). V roce 1951 byla uvedena její jediná divadelní hra In the Summer House (česky V altánu, 2003). V roce 1953 byla hra uvedena na Broadwayi s hudbou Paula Bowlese. Později byla uváděna znovu, mj. v roce 1993 s hudbou Philipa Glasse. V roce 1957 utrpěla mrtvici a až do konce života měla problémy se zdravím. Zemřela v Málaze ve věku 56 let.